# 2008年北京オリンピックのチャイニーズタイペイ選手団
2008年北京オリンピックのチャイニーズタイペイ選手団（2008ねんペキンオリンピックのチャイニーズタイペイせんしゅだん）は、2008年8月8日から8月24日にかけて中国の北京を主として開催された2008年北京オリンピックのチャイニーズタイペイ選手団、およびその競技結果。

## 概要
今大会は金メダル1個、銀メダル1個、銅メダル2個の合計4個のメダルを獲得した。

## メダル
| メダル | 選手名 | 競技                 | 種目       |
| ------ | ------ | -------------------- | ---------- |
| 金     | 陳葦綾 | ウエイトリフティング | 女子48kg級 |
| 銀     | 盧映錡 | ウエイトリフティング | 女子63kg級 |
| 銅     | 朱木炎 | テコンドー           | 男子58kg級 |
| 銅     | 宋玉麒 | テコンドー           | 男子68kg級 |